# Haus Friedrichstadt

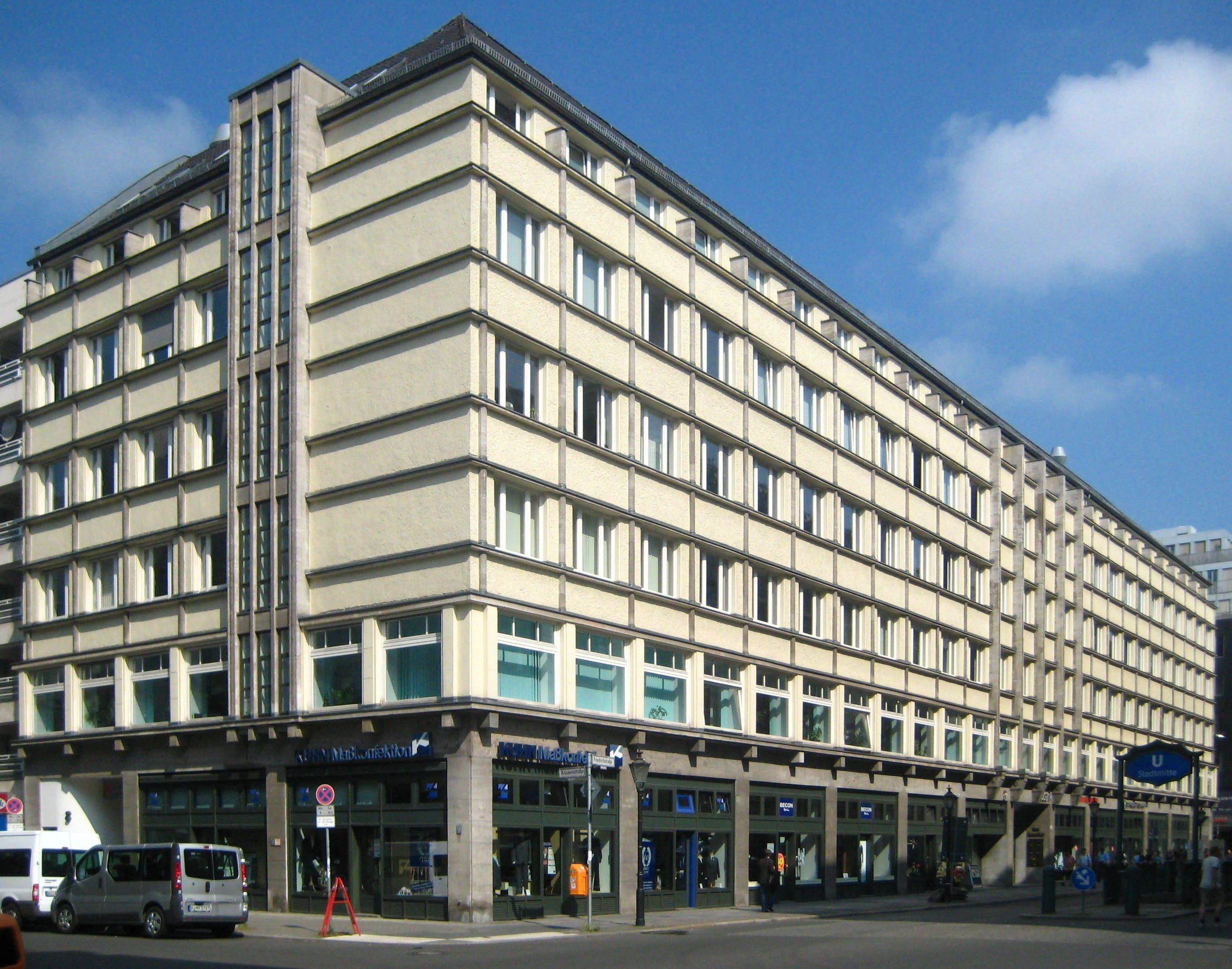
Das Haus Friedrichstadt an der Ecke Friedrich- und Krausenstraße (links)

Das Haus Friedrichstadt ist ein denkmalgeschütztes Geschäftshaus und Bürogebäude in der Friedrichstraße 194–199 im Berliner Ortsteil Mitte des Bezirks Mitte. Es wurde 1934–1935 nach einem Entwurf des Architekten Jürgen Bachmann errichtet. Dieser orientierte sich weniger am zeitgenössischen nationalsozialistischen Baustil als an der funktionalistischen und spätexpressionistischen modernen Architektur der 1920er Jahre.

## Standort und Grundmaße
Das Haus Friedrichstadt nimmt die gesamte westliche Blockfront der Friedrichstraße zwischen Leipziger Straße im Norden und Krausenstraße im Süden ein. Für die Freilegung der wertvollen Parzellen waren einige ältere Geschäftshäuser abgerissen worden. Ursprünglich sollte auf dem an der Leipziger Straße gelegenen Teil des Baugrundstücks ein Neubau des Kaufhauses Adam errichtet werden. Ein wahrscheinlich auf das Jahr 1931 zu datierender Entwurf des Architekten Heinrich Straumer war wegen der Folgen der Weltwirtschaftskrise aber nicht ausgeführt worden. Bauherr des Bachmann-Gebäudes war die Haus Friedrichstadt GmbH.
Das Haus Friedrichstadt entstand auf einer Baufläche von 1225 m². Die Frontlänge an der Friedrichstraße beträgt 78 m, die Seitenlänge an Leipziger Straße und Krausenstraße jeweils 20 m. Das Erdgeschoss ist 4,40 m hoch, die Höhe aller anderen Geschosse beträgt jeweils rund 3,50 m. Das Gebäude ist 20 m hoch.

## Architektur
Das Haus Friedrichstadt besitzt eine ebenerdige Geschäftsetage sowie vier Obergeschosse und ein Attikageschoss für Büros. Das Stahlskelett des Gebäudes entwarf der Bauingenieur Gerhard Mensch, der in den 1930er Jahren in Berlin auch für die Konstruktion der tragenden Bauglieder des Erweiterungsbaus der Reichsbank und des Reichsluftfahrtministeriums verantwortlich zeichnete. Gemäß Bauvorgaben der Nationalsozialisten erhielt das Haus Friedrichstadt eine verstärkte Dachkonstruktion aus Stahlbeton, die bombensicher sein sollte. Außerdem wurde das Kellergeschoss als Luftschutzbunker ausgebaut.
Das tragende Stahlskelettgerüst ist an der streng symmetrischen Fassade nachgezeichnet. Die dominierende horizontale Gliederung des langgestreckten Gebäudes mit 26 Achsen an der Friedrichstraße erfolgt durch Fensterreihen und Brüstungsbänder. Sie wird durchkreuzt von den hervortretenden Treppenhäusern an den Seitenfassaden und von Werksteinvorlagen, die auf die dahinter stehenden Stahlpfeiler verweisen. An den rechteckigen Fassadenfeldern, die sich aus dieser Überlagerung horizontaler und vertikaler Linien ergeben, sollten ursprünglich Leuchtreklamen angebracht werden.
Hervorgehoben wird ein vierachsiger Mitteltrakt an der Friedrichstraße, wo die Vorlagen kräftiger sind und sich durchgehend bis zum Attikageschoss erheben. Die gegenüber den Geschäftsräumen im Erdgeschoss leicht vorkragenden Büroetagen ruhen auf Konsolen. Die Reihe breiter Fenster des ersten Obergeschosses ist durchlaufend, die Fensterreihen der folgenden Stockwerke werden am Eckbereich der Seitenfassaden unterbrochen. Einen Gegensatz zum modernen Erscheinungsbild des Gebäudes erzeugt das traditionelle Walmdach, das aufgrund des zurücktretenden Attikageschosses von den umliegenden Straßen her jedoch kaum sichtbar ist.
Im Gebäudeinneren sind Eingangshalle und Treppenhäuser schlicht gehalten, aber mit edlen Materialien wie rotem Marmor verkleidet. Erhalten geblieben sind bauzeitliche Deckenornamente mit abstrakten Linien im Stil des Art déco. Die unterschiedlich großen Büroräume liegen entlang durchgehender zentraler Korridore.

## Geschichte und Nutzung

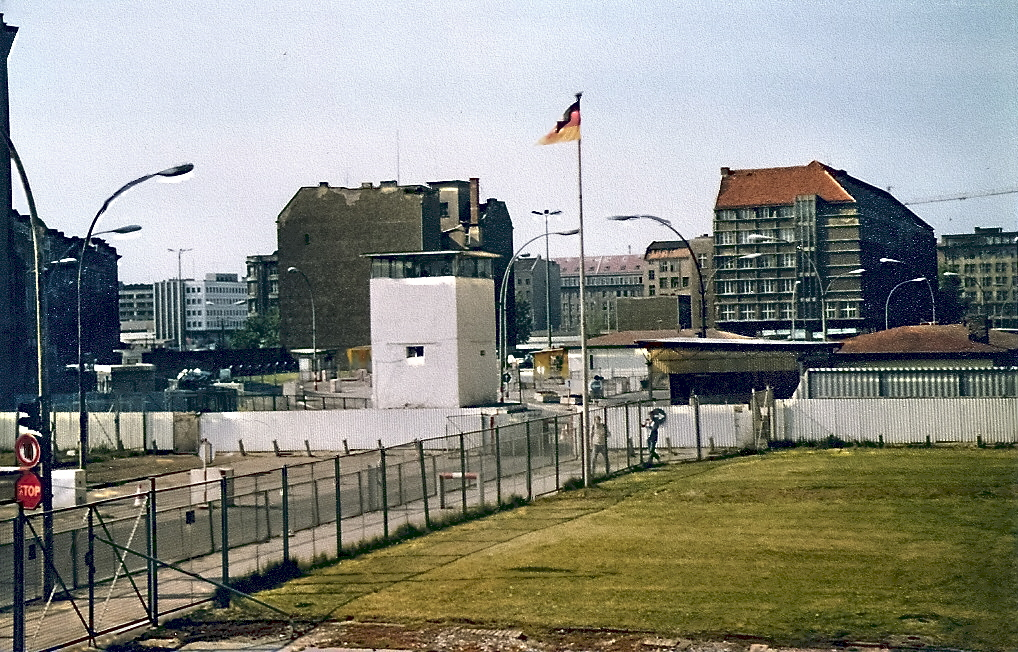
Das Haus Friedrichstadt (rechts) in der Nähe des Checkpoint Charlie

Nach Schäden im Zweiten Weltkrieg wurde das Gebäude um 1950 leicht verändert wiederhergestellt. Ein Umbau erfolgte in den Jahren 1993 bis 1994, wobei vor allem das Gebäudeinnere stark verändert wurde. 1999 wurde das Haus Friedrichstadt umfassend renoviert.
In der DDR-Zeit endete mit dem Haus Friedrichstadt die Bebauung der Friedrichstraße auf Ost-Berliner Seite. Unmittelbar südlich lag der Grenzübergang Checkpoint Charlie. Im Haus Friedrichstadt befand sich damals unter anderem das Café Stadtmitte.
Im Jahr 2009 sind die Geschäfts- und Büroräume des Gebäudes vor allem an Banken und Immobiliengesellschaften vermietet.